# دون باستیک
دِوِن باستیک (انگلیسی: Devon Bostick؛ ‏زادهٔ ۱۳ نوامبر ۱۹۹۱) بازیگر کانادایی است که در فیلم ستایش به کارگردانی آتوم اگویان نقش اصلی را به عهده داشت و همچنین در سریال ۱۰۰ به ایفای نقش پرداخته است.

## زندگی‌نامه
مادر دِوِن، استفانی گورین یک بازیگردان و پدرش جو باستیک یک بازیگر و دست‌اندرکار سینما است. او بازیگری را از سن ۵ سالگی آغاز کرد و هم‌اکنون هنرآموز مدرسه هنر اِتوبیکو در تورنتو است. دِوِن باستیک از سال ۱۹۹۸ در فیلم‌ها و سریال‌های تلویزیونی زیادی بازی کرده است.

## فیلم ها
- قطعات فراری
- دفترچه خاطرات یک پسربچه بی‌عرضه
- دفترچه خاطرات یک بی‌عرضه: حرف، حرف رودریکه
- دفترچه خاطرات یک بی‌عرضه: چله تابستون
- هنر سرقت
- فرشته سنگی